# Oasis (rivista)
Oasis è una rivista italiana a periodicità bimestrale, che si occupa di natura, animali, antropologia, turismo verde e sostenibile, e di fotografia naturalistica.

## Storia
La rivista nacque come mensile, edita da Fioratti & Musumeci col titolo "Oasis: mensile di natura, ecologia, fotografia"; il primo numero apparve nel gennaio 1985. La periodicità divenne bimestrale nel 1997. Dopo una sospensione delle pubblicazioni di alcuni mesi, dal numero 6 novembre-dicembre 2003 (anno 19) fino al n. 1 ottobre 2004 (anno 20), la rivista venne edita da Il Corriere.net di Alba con un nuovo completamento del titolo ("rivista di cultura ambientale"). Dal 1º marzo 2014 Alessandro Cecchi Paone assume il ruolo di direttore editoriale.

## Caratteristiche
Come descritto dal completamento del titolo (dapprima "natura, ecologia, fotografia" e poi "mensile di cultura ambientale") Oasis è una rivista di divulgazione scientifica, i cui interessi sono focalizzati soprattutto sull'ambiente naturale, che fa largo uso di fotografie sul modello di National Geographic Magazine.
Fra i collaboratori (anno 2010):
- Piero Angela
- Giorgio Celli
- Danilo Mainardi
- Folco Quilici
- Ermete Realacci
- Carlo Alberto Graziani
- Mario Tozzi
- Corrado Maria Daclon
- Luciano Bovina
- Francesco Petretti
- Reinhold Messner
- Franco Tassi
- Licia Colò
- Fulco Pratesi
- Luigi Boitani
- Luca Bracali